# Рябов Ігор Михайлович
Рябов Ігор Михайлович (01.11.1930–25.01.2006) — український піаніст, педагог-методист, професор кафедри спеціального фортепіано Національної музичної академії України імені П. І. Чайковского, заслужений діяч мистецтв України.

## Біографія
Ігор Михайлович Рябов народився в місті Кременчук у родині музикантів. Батько І. М. Рябова — Михайло Сергійович Рябов, співак за освітою, після поранення під час Великої Вітчизняної війни працював у Київському державному оперному театрі ім. Т. Г. Шевченка на адміністративній посаді. Мати — Ніна Антонівна Лоб, піаністка —працювала у Київському державному музичному училищі ім. Р. М. Глієра, де завідувала відділом загального та спеціалізованого фортепіано.
Музична освіта І. М. Рябова розпочалась 1937 року в класі видатного музиканта, професора К. М. Михайлова (школа-інтернат при Київській консерваторії). Його навчання припинилось у час Великої Вітчизняної війни і оновилось після звільнення Києва від німецьких окупантів у 1944 році. Протягом 1944—1948 років І. М. Рябов екстерном закінчив школу й чотири курси музичного училища ім. Р. М. Глієра та продовжив своє навчання у класі професора К. М. Михайлова у Київській державній консерваторії ім. П. І. Чайковського.
1951 року, після закінчення трьох курсів, І. М. Рябов перевівся до класу професора Я. І. Зака в Московській державній консерваторії, яку закінчив у 1954 році за фахом «піаніст—соліст, викладач, концертмейстер».
Трудова діяльність І. М. Рябова розпочалася у 1954 році в Київській державній філармонії. Він як піаніст—соліст і концертмейстер здійснив ряд концертних поїздок по містах України та республік Радянського союзу, зробив багато записів до фонду Українського радіо.
У 1955 році І. М. Рябов розпочав викладацьку діяльність у Київській спеціальній музичній школі ім. М. В. Лисенка на посаді викладача спеціального фортепіано, а з 1963 по 1976 очолював фортепіанний відділ школи, продовжуючи разом з цим свою концертну діяльність: виступав з сольними концертами та оркестром, багато грав у складі камерного ансамблю з такими видатними майстрами, як Олексій Горохов, Вадим Червов, Борис Палшков.
З 1962 року І. М. Рябов працював викладачем кафедри спеціального фортепіано Київської державної консерваторії ім. П. І. Чайковського: 1979 року отримав вчене звання доцента; з 1984 по 2004 роки очолвав кафедру спеціального фортепіано № 2 НМАУ; 1996 року йому було присвоєно почесне звання «Заслужений діяч мистецтв України»; 1997 — вчене звання професор.
За роки своєї викладацької діяльності І. М. Рябов виховав понад 150 музикантів, серед яких відомі у світі піаністи—виконавці, викладачі та концертмейстери. Серед них — Валентина Лисиця, Дмитро Найдич, Володимир Тюрін, Вікторія Єрмольєва, Ірина Рябчун, Ірена Портенко, Веніамін Левицький, Артем Ляхович, Аліна Романова, Анастасія Лук'яненко, Ірина Стародуб, Євген Дашак, Олена Сікалова, Оксана Євсюкова, Євген Колечко та інші.
Разом з викладацькою він багато років провадив плідну науково—дослідну, методичну та редакційну роботу, брав активну участь у роботі очолюваної професором Ю. О. Полянським кафедри НОМО (Наукових основ музичної освіти). Його наукові та методичні праці спрямовані на створення комплексного підходу у вихованні музиканта—виконавця, розвитку його художнього музичного мислення та формування піаністичного апарату.
Протягом багатьох років І. М. Рябов надавав постійну методичну допомогу викладачам різних музичних закладів України, проводячи численні майстер—класи та семінари. Ним було розроблено ряд учбово-методичних програм, починаючи від дитячих музичних шкіл і закінчуючи вищими навчальними закладами. Є автором багатьох статей на книг з методики гри на фортепіано.
І. М. Рябов неодноразово був головою екзаменаційних комісій у вищих і середніх навчальних закладах, запрошувався членом та головою журі багатьох престижних конкурсів, таких як: Конкурс імені М. В. Лисенка (Україна), Конкурс «Пам'яті Володимира Горовиця» (Україна), Конкурс імені С. В. Рахманінова (Росія), Конкурс піаністів у Мінську (Білорусь), Конкурс імені Х. Еллєра (Естонія).

## Сім'я
- Батько І. М. Рябова — Михайло Сергійович — співак.
- Мати І. М. Рябова — Ніна Антонівна Лоб — піаністка.
- Брат І. М. Рябова — Олег Михайлович — диригент, народний артист Української РСР.
- Син І. М. Рябова — Сергій Ігорович — піаніст, доцент НМАУ.
- Донька І. М. Рябова — Сабіна Ігорівна — піаністка.
- Онук І. М. Рябова — Ігор Сергійович — піаніст, доцент НМАУ, кандидат мистецтвознавства, лауреат міжнародних конкурсів.

## Звання та нагороди
- Заслужений діяч мистецтв України (1996)
- Орден мальтійського хреста «Віддане служіння мистецтву» (2004)

## Науково-методичні праці
- Рябов, Игорь Михайлович. Маленький виртуоз. Вып. 3. Сборник этюдов и виртуозных пьес… украинских советских композиторов: Сборник этюдов и виртуозных пьес для ф.-п. — Киев: Муз. Україна, 1974
- Рябов, Игорь Михайлович. Гаммы, трезвучия, арпеджио: Для ф.-п.: Для учащихся муз. учеб. заведений: С предисл. — К., «Музична Україна», 1977
- Произведения молодых композиторов Украины. Вып. 5 : Для ф.-п. К., «Музична Україна», 1979
- Произведения молодых композиторов Украины. Вып. 6. / Ред.-сост. И. Рябов: Для ф.-п. — К., «Музична Україна», 1980
- Фортепианные дуэты. Вып. 2. / Сост. И. М. Рябов — К., «Музична Україна», 1980
- Рябов, Игорь Михайлович Ежедневные упражнения пианиста / Вступ. статья авт. — К., «Музична Україна», 1983
- Рябов, Игорь Михайлович Воспитание и обучение в ДМШ: Фортепиано : 1-й кл. : Метод. пособие для педагогов / И. М. Рябов, Е. И. Мурзина — Киев: Муз. Україна, 1988
- Чтение с листа в классе фортепиано : 1-2 кл. / Сост. И. М. Рябов, С. И. Рябов; Введ. И. Рябова — К., «Музична Україна», 1988
- Чтение с листа в классе фортепиано : 3-4 кл. / Сост. И. М. Рябов, С. И. Рябов; Введ. И. Рябова — К., «Музична Україна», 1989
- Рябов, Игорь Михайлович Пианист. Ч. 1. Репертуар ученика и приложение для работы преподавателя с учеником / Ред. С. Н. Куст; Предисл. И. Рябова: Шаг за шагом: 1 кл.: Учеб. пособие — К., «Музична Україна», 1991
- Рябов, Ігорь Михайлович. Виховання та навчання в ДМШ. Фортепіано 2—3 класи: методичний посібник для педагогів. — К., 1997.